# Simone Barontini
Simone Barontini (5 de enero de 1999) es un deportista de Italia que compite en atletismo. Ganó una medalla de oro en el Campeonato Europeo de Atletismo Sub-23 de 2021, en la prueba de 800 m.